# Edizioni di Maurizio Costanzo Show
In questa voce sono elencate e descritte le edizioni del programma Maurizio Costanzo Show, in onda sulle reti Mediaset dal 1982 al 2022 con la conduzione di Maurizio Costanzo.

## Prima edizione (1982-1983)
- Rete: Rete 4
- Messa in onda: Martedì e giovedì in prima serata
- Periodo: 14 settembre 1982 - 28 aprile 1983
- Numero di puntate: 32

La prima edizione del Maurizio Costanzo Show è in onda dal 14 settembre 1982, dal Teatro Parioli in Roma, sede delle prime 27 edizioni della trasmissione, oltre che della 41ª e 42ª edizione.

## Seconda edizione (1983-1984)
- Rete: Rete 4
- Messa in onda: Lunedì in prima serata
- Periodo: 26 settembre 1983 - 2 luglio 1984
- Numero di puntate: -

## Terza edizione (1984-1986)
- Rete: Rete 4
- Messa in onda: Mercoledì in prima serata
- Periodo: 10 ottobre 1984 - 8 gennaio 1986
- Numero di puntate: -

## Quarta edizione (1986-1987)
- Rete: Canale 5
- Messa in onda: Venerdì in seconda serata
- Periodo: 24 gennaio 1986 - 26 giugno 1987
- Numero di puntate: -

La quarta edizione del Maurizio Costanzo Show vede il passaggio dalla prima serata alla seconda serata, fascia oraria in cui il programma verrà collocato successivamente fino alla 27ª stagione e nuovamente dalla 33ª in poi.

## Quinta edizione (1987-1988)
- Rete: Canale 5
- Messa in onda: Dal lunedì al venerdì in seconda serata
- Periodo: 21 settembre 1987 - 10 giugno 1988
- Numero di puntate: -

## Sesta edizione (1988-1989)
- Rete: Canale 5
- Messa in onda: Dal lunedì al venerdì in seconda serata
- Periodo: 26 settembre 1988 - 23 giugno 1989
- Numero di puntate: -

## Settima edizione (1989-1990)
- Rete: Canale 5
- Messa in onda: Dal lunedì al venerdì in seconda serata
- Periodo: 31 luglio 1989 - 27 luglio 1990
- Numero di puntate: -

## Ottava edizione (1990-1991)
- Rete: Canale 5
- Messa in onda: Dal lunedì al venerdì in seconda serata
- Periodo: 27 agosto 1990 - 26 luglio 1991
- Numero di puntate: -

## Nona edizione (1991-1992)
- Rete: Canale 5
- Messa in onda: Dal lunedì al venerdì in seconda serata
- Periodo: 26 agosto 1991 - 31 luglio 1992
- Numero di puntate: -

## Decima edizione (1992-1993)
- Rete: Canale 5
- Messa in onda: Dal lunedì al venerdì in seconda serata
- Periodo: 7 settembre 1992 - 30 luglio 1993
- Numero di puntate: -

## Undicesima edizione (1993-1994)
- Rete: Canale 5
- Messa in onda: Dal lunedì al venerdì in seconda serata
- Periodo: 6 settembre 1993 - 29 luglio 1994
- Numero di puntate: -

## Dodicesima edizione (1994-1995)
- Rete: Canale 5
- Messa in onda: Dal lunedì al venerdì in seconda serata
- Periodo: 5 settembre 1994 - 28 luglio 1995
- Numero di puntate: -

## Tredicesima edizione (1995-1996)
- Rete: Canale 5
- Messa in onda: Dal lunedì al venerdì in seconda serata
- Periodo: 4 settembre 1995 - 26 luglio 1986
- Numero di puntate: -

## Quattordicesima edizione (1996-1997)
- Rete: Canale 5
- Messa in onda: Dal lunedì al venerdì in seconda serata
- Periodo: 9 settembre 1996 - 25 luglio 1997
- Numero di puntate: -

## Quindicesima edizione (1997-1998)
- Rete: Canale 5
- Messa in onda: Dal lunedì al venerdì in seconda serata
- Periodo: 8 settembre 1997 - 31 luglio 1998
- Numero di puntate: -

## Sedicesima edizione (1998-1999)
- Rete: Canale 5
- Messa in onda: Dal lunedì al venerdì in seconda serata
- Periodo: 16 settembre 1998 - 23 luglio 1999
- Numero di puntate: -

### Puntate speciali
Il 29 novembre 1998 e il 26 marzo 1999 sono in onda due puntate speciali in prima serata. In entrambe Costanzo conduce insieme a Enrico Mentana. La prima, intitolata I tre tenori, è dedicata a tre conduttori tv (Corrado, Raimondo Vianello e Mike Bongiorno), mentre la seconda, intitolata In ordine alfabetico, è dedicata a tre attori (Vittorio Gassman, Alberto Sordi e Monica Vitti)
| Puntata              | Data       | Ospiti                                                                     | Ascolti        | Ascolti |
| Puntata              | Data       | Ospiti                                                                     | Telespettatori | Share   |
| -------------------- | ---------- | -------------------------------------------------------------------------- | -------------- | ------- |
| I tre tenori         | 29/11/1998 | Mike Bongiorno, Corrado, Raimondo Vianello, Sandra Mondaini, Paolo Bonolis | 1 500 000      | 6,12%   |
| In ordine alfabetico | 26/3/1999  | Vittorio Gassman, Alberto Sordi, Monica Vitti                              | N.D.           | N.D.    |

## Diciassettesima edizione (1999-2000)
- Rete: Canale 5
- Messa in onda: Dal lunedì al venerdì in seconda serata
- Periodo: 13 settembre 1999 - 7 luglio 2000
- Numero di puntate: -

## Diciottesima edizione (2000-2001)
- Rete: Canale 5
- Messa in onda: Dal lunedì al venerdì in seconda serata
- Periodo: 18 settembre 2000 - 13 luglio 2001
- Numero di puntate: 197

## Diciannovesima edizione (2001-2002)
- Rete: Canale 5
- Messa in onda: Dal lunedì al venerdì in seconda serata
- Periodo: 17 settembre 2001 - 12 luglio 2002
- Numero di puntate: -

### Puntate speciali
Il 19 dicembre 2001, in occasione dei 20 anni di trasmissione, va in onda una puntata speciale in prima serata. La puntata viene replicata su Canale 5 la sera del 28 agosto 2023, giorno in cui Costanzo avrebbe compiuto 85 anni.
Il 16 luglio 2002 è in onda uno speciale in prima serata dedicato al Caso Cogne.
| Puntata    | Data       | Ospiti |
| ---------- | ---------- | --- |
| 20 anni    | 19/12/2001 | Luciana Littizzetto, Giuliana De Sio, Nancy Brilli, Enrico Mentana, Emilio Fede, Bruno Vespa, Gad Lerner, Enrico Brignano, Giobbe Covatta, Raimondo Vianello, Sandra Mondaini, Fiorello, Maria De Filippi, Gigi Proietti, Massimo Dapporto |
| Caso Cogne | 16/02/2002 | Carlo Taormina, Annamaria Franzoni |

## Ventesima edizione (2002-2003)
- Rete: Canale 5
- Messa in onda: Dal lunedì al venerdì in seconda serata
- Periodo: 23 settembre 2002 - 18 luglio 2003
- Numero di puntate: -

## Ventunesima edizione (2003-2004)
- Rete: Canale 5
- Messa in onda: Dal lunedì al venerdì in seconda serata
- Periodo: 22 settembre 2003 - 25 giugno 2004
- Numero di puntate: -

## Ventiduesima edizione (2004-2005)
- Rete: Canale 5, Rete 4[1]
- Messa in onda: Lunedì, mercoledì e venerdì in seconda serata
- Periodo: 20 settembre 2004 - 12 gennaio 2005
- Numero di puntate: -

### Puntate speciali
Il 9 marzo 2005 su Rete 4 è in onda una puntata speciale dedicata al ricordo di Alberto Castagna.
| Puntata                                              | Data     | Ospiti | Ascolti        | Ascolti |
| Puntata                                              | Data     | Ospiti | Telespettatori | Share   |
| ---------------------------------------------------- | -------- | --- | -------------- | ------- |
| …E adesso fate i bravi - Ricordo di Alberto Castagna | 9/3/2005 | Marco Balestri, Michele Cucuzza, Rita Dalla Chiesa, Aldo De Luca, Emanuela Folliero, Michele Guardì, Claudio Lippi, Giancarlo Magalli, Lele Mora, Fatma Ruffini, Gigi Sabani, Mara Venier, Giorgio Vignali, Ela Weber | 1 500 000      | 6,12%   |

## Ventitreesima edizione (2005-2006)
- Rete: Canale 5 Plus
- Messa in onda: Dal lunedì al venerdì in seconda serata
- Periodo: 12 settembre 2005 - 16 giugno 2006
- Numero di puntate: -

Questa edizione va in onda su Canale 5 Plus. L'edizione è contraddistinta per le tematiche trattate (spesso battaglie ambientalistiche) e per l'essere andata in onda senza pubblico.

## Ventiquattresima edizione (2007)
- Rete: Canale 5
- Messa in onda: Giovedì e sabato[3] in seconda serata
- Periodo: 11 gennaio - 19 maggio 2007
- Numero di puntate: 19

## Venticinquesima edizione (2007-2008)
- Rete: Canale 5
- Messa in onda: Lunedi[4], martedì[5] e giovedì in seconda serata
- Periodo: 18 settembre 2007 - 22 maggio 2008
- Numero di puntate: -

## Ventiseiesima edizione (2008-2009)
- Rete: Canale 5
- Messa in onda: Martedì, giovedì[6] e domenica[7] in seconda serata
- Periodo: 30 settembre 2008 - 2 maggio 2009
- Numero di puntate: 46

## Ventisettesima edizione (2009)
- Rete: Canale 5
- Messa in onda: Domenica e mercoledì in seconda serata
- Presenze Fisse: Alfonso Signorini
- Periodo: 11 ottobre - 9 dicembre 2009
- Numero di puntate: 18

Con la puntata del 9 dicembre 2009 termina la ventisettesima edizione del Maurizio Costanzo Show, che prenderà una pausa dalla messa in onda di ben 4 anni. Sono invece 8 gli anni di distanza da questa edizione e la successiva in onda su Canale 5. Questa edizione prende il titolo di Maurizio Costanzo Show 25 anni.

### Puntate
| Puntata | Data       | Ospiti | Ascolti        | Ascolti | Fonti  |
| Puntata | Data       | Ospiti | Telespettatori | Share   | Fonti  |
| ------- | ---------- | ------ | -------------- | ------- | ------ |
| 1       | 11/10/2009 |        |                | 11,72%  | [ 8 ]  |
| 2       | 14/10/2009 |        |                | 13,55%  | [ 9 ]  |
| 3       | 18/10/2009 |        |                | 12,58%  | [ 10 ] |
| 4       | 21/10/2009 |        | 1 178 000      | 14,89%  | [ 11 ] |
| 5       | 25/10/2009 |        |                | 14,86%  | [ 12 ] |
| 6       | 28/10/2009 |        | 1 109 000      | 14,83%  | [ 13 ] |
| 7       | 1/11/2009  |        |                | 12,72%  | [ 14 ] |
| 8       | 4/11/2009  |        | 1 016 000      | 13,91%  | [ 15 ] |
| 9       | 8/11/2009  |        |                | 9,66%   | [ 16 ] |
| 10      | 11/11/2009 |        | 1 096 000      | 15,47%  | [ 17 ] |
| 11      | 15/11/2009 |        |                | 14,36%  | [ 18 ] |
| 12      | 18/11/2009 |        | 1 090 000      | 15,31%  | [ 19 ] |
| 13      | 22/11/2009 |        |                | 11,63%  | [ 20 ] |
| 14      | 25/11/2009 |        | 804 000        | 12,12%  | [ 21 ] |
| 15      | 29/11/2009 |        |                | 10,82%  | [ 22 ] |
| 16      | 2/12/2009  |        | 729 000        | 8,21%   | [ 23 ] |
| 17      | 6/12/2009  |        |                | 12,76%  | [ 24 ] |
| 18      | 9/12/2009  |        | 1 018 000      | 13,23%  | [ 25 ] |

## Ventottesima edizione (2015)
- Rete: Rete 4
- Messa in onda: Domenica in prima serata
- Periodo: 12 aprile 2015 - 3 maggio 2015
- Numero di puntate: 4

Il 12 aprile 2015 torna il Maurizio Costanzo Show dopo 4 anni di sospensione. Dopo 30 anni il programma torna in prima serata, venendo però collocato su Rete 4. La trasmissione non va più in onda dal Parioli, bensì dal teatro 7 degli studios, sede di tutte e 4 le edizioni trasmesse da Rete 4.

### Puntate
| Puntata | Data      | Ospiti | Ascolti        | Ascolti | Fonti  |
| Puntata | Data      | Ospiti | Telespettatori | Share   | Fonti  |
| ------- | --------- | --- | -------------- | ------- | ------ |
| 1       | 12/4/2015 | Maria De Filippi, Mara Venier, Erminia Ferrari, Morena Zapparoli, Marina Donato, Marina La Rosa, Sabrina Ferilli, Rocco Siffredi, Enzo Iacchetti                                    | 1 439 000      | 5,63%   | [ 26 ] |
| 2       | 19/4/2015 | Carlo Conti, Loredana Bertè, Belen Rodriguez, Stefano De Martino, Platinette, Vittorio Sgarbi, Benedetta Parodi, Fabio Caressa, Enzo Iacchetti, Alfonso Signorini, Rosario Fiorello | 1 49 5000      | 6,23%   | [ 27 ] |
| 3       | 26/4/2015 | Emma, Fedez, Rudy Zerbi, Davide Mengacci, Nancy Brilli, Vittorio Sgarbi, Massimo Lopez, Aldo Cazzullo                                                                               | 1 351 000      | 5,79%   | [ 28 ] |
| 4       | 3/5/2015  | Roberta Giarrusso, Piero Angela, Andrea Scanzi, Barbara Palombelli, Nancy Brilli, Carlo Verdone, Gigi D’Alessio, Anna Tatangelo, Giuliano Peparini                                  | 1 403 000      | 6,22%   | [ 29 ] |

## Ventinovesima edizione (2015)
- Rete: Rete 4
- Messa in onda: Domenica in prima serata
- Periodo: 15 novembre 2015 - 6 dicembre 2015
- Numero di puntate: 4

### Puntate
| Puntata | Data       | Ospiti | Ascolti        | Ascolti | Fonti  |
| Puntata | Data       | Ospiti | Telespettatori | Share   | Fonti  |
| ------- | ---------- | --- | -------------- | ------- | ------ |
| 1       | 15/11/2015 | Francesco Totti, Bruno Vespa, Gerry Scotti, Enzo Iacchetti, J-Ax, Marcella Bella, Vladimir Luxuria, Enrico Papi                                | 872 000        | 3,65%   | [ 30 ] |
| 2       | 22/11/2015 | Pippo Baudo, Paolo Calissano, Giobbe Covatta, Valeria Marini, Alex Britti, Stefano De Martino, Umberto Smaila, Franco Oppini, Corrado Tedeschi | 770 000        | 3,27%   | [ 31 ] |
| 3       | 29/11/2015 | Paolo Bonolis, Marco Bocci, Stefania Craxi, Massimo Lopez, Costantino Vitagliano, Francesca Cipriani                                           | 900 000        | 4,1%    | [ 32 ] |
| 4       | 6/12/2015  | Mara Venier, Gina Lollobrigida, Jerry Calà, Loredana Bertè, Tina Cipollari                                                                     | 1 243 000      | 5,63%   | [ 33 ] |

## Trentesima edizione (2016)
- Rete: Rete 4
- Messa in onda: Domenica in prima serata
- Periodo: 8 maggio 2016 - 12 giugno 2016
- Numero di puntate: 6

### Puntate
| Puntata | Data       | Ospiti | Ascolti        | Ascolti | Fonti  |
| Puntata | Data       | Ospiti | Telespettatori | Share   | Fonti  |
| ------- | ---------- | --- | -------------- | ------- | ------ |
| 1       | 08/05/2016 | Fabrizio Corona, Alessandro Cecchi Paone, Vittorio Feltri, Carlo Taormina, Gianluigi Nuzzi                                       | 1 472 000      | 7,48%   | [ 34 ] |
| 2       | 15/05/2016 | Iva Zanicchi, Franca Valeri, Raoul Bova, Gigi D'Alessio, Stefano De Martino, Gigi e Ross, Fatima Trotta, Sergio Friscia          | 1 058 000      | 5,11%   | [ 35 ] |
| 3       | 22/05/2016 | Simona Ventura, Vladimir Luxuria, Rita Dalla Chiesa, Éva Henger, Sandra Milo, Rosanna Cancellieri, Rudy Zerbi, Giampiero Mughini | 1 550 000      | 8,53%   | [ 37 ] |
| 4       | 29/05/2016 | Belen Rodriguez, Gigi e Ross, Leo Gullotta, Edoardo Leo, Vittorio Sgarbi                                                         | 1 197 000      | 6,7%    | [ 38 ] |
| 5       | 05/06/2016 | Simona Izzo, Ricky Tognazzi, Barbara Bouchet, Eleonora Brigliadori, Red Ronnie, Tina Cipollari, Giampiero Mughini                | 1 324 000      | 6,7%    | [ 39 ] |
| 6       | 12/06/2016 | Luca Argentero, Lino Banfi, Piero Villaggio, Mariolina Cannuli, Maria Giovanna Elmi, Francesco Cicchella                         | 1134 000       | 5,6%    | [ 40 ] |

## Trentunesima edizione (2016)
- Rete: Rete 4
- Messa in onda: Domenica in prima serata
- Presenze Fisse: Antonio Giuliani[41]
- Periodo: 6 novembre 2016 - 11 dicembre 2016
- Numero di puntate: 6

### Puntate
| Puntata | Data       | Ospiti | Ascolti        | Ascolti | Fonti  |
| Puntata | Data       | Ospiti | Telespettatori | Share   | Fonti  |
| ------- | ---------- | --- | -------------- | ------- | ------ |
| 1       | 06/11/2016 | Mara Venier, Salvatore Esposito, Wanna Marchi, Stefania Nobile, Ilona Staller                                                                                        | 841 000        | 4,1%    | [ 42 ] |
| 2       | 13/11/2016 | Simona Izzo, Bruno Vespa, Tina Cipollari, Giobbe Covatta, Giampiero Mughini, Vittorio Sgarbi, Roberto D'Agostino, Vittorio Feltri                                    | 1 089 000      | 5,3%    | [ 43 ] |
| 3       | 20/11/2016 | Laura Boldrini, Elodie, Nicola Gratteri, Aldo Cazzullo, Giovanni Floris, Paola Turci, Barbara De Rossi                                                               | 581 000        | 2,7%    | [ 44 ] |
| 4       | 27/11/2016 | Valeria Marini, Carmen Russo, Andrea Damante, Pamela Prati, Alba Parietti, Rudy Zerbi, Cristiano Malgioglio, Alessandra Celentano                                    | 1 151 000      | 5,6%    | [ 45 ] |
| 5       | 04/12/2016 | Vladimir Luxuria, Dolcenera, Rudy Zerbi, Stefano Bettarini, Anna Pettinelli, Francesco Facchinetti, Giampiero Mughini, Dario Salvatori, Edoardo Vianello, Platinette | 726 000        | 3,2%    | [ 46 ] |
| 6       | 11/12/2016 | Gloria Guida, Mario Tozzi, Jacopo Fo, Stefano De Martino, Salvo Sottile, Gino Paoli, Salvo Sottile                                                                   | 608 000        | 3,1%    | [ 47 ] |

## Trentaduesima edizione (2017)
- Rete: Canale 5
- Messa in onda: Mercoledì in prima serata
- Periodo: 20 aprile 2017 - 25 maggio 2017
- Numero di puntate: 6

La trentaduesima edizione del Maurizio Costanzo Show vede il ritorno su Canale 5 dopo 8 anni ed il ritorno alla seconda serata. Da questa edizione, il programma è in onda dallo studio 5 dei Teatri Voxon.

### Puntate
| Puntata | Data       | Ospiti | Ascolti        | Ascolti | Fonti  |
| Puntata | Data       | Ospiti | Telespettatori | Share   | Fonti  |
| ------- | ---------- | --- | -------------- | ------- | ------ |
| 1       | 20/04/2017 | Fiorello, Raz Degan, Paola Turci, Giancarlo Governi, Nicola Savino                                                                                             | 1 045 000      | 18,43%  | [ 48 ] |
| 2       | 27/04/2017 | Belen Rodriguez, Iva Zanicchi, Andrea Orlando, Andrea Iannone, Giobbe Covatta, Enzo Iacchetti, Samantha De Grenet, Alessio Sakara, Enrico Papi, Simona Ventura | 1 040 000      | 14,4%   | [ 49 ] |
| 3       | 04/05/2017 | Cristiano Malgioglio, Platinette, Nek, Gerry Scotti, Alfonso Signorini, Mario Giordano                                                                         | 1 151 000      | 15,2%   | [ 50 ] |
| 4       | 11/05/2017 | Stefano De Martino, Alba Parietti, Ambra Angiolini, Paola Barale, Eleonora Daniele, Samantha de Grenet, Stefano Bettarini                                      | 1 328 000      | 14,2%   | [ 51 ] |
| 5       | 18/05/2017 | Flavio Briatore, Stefania Rocca, Claudio Amendola, Giuliana De Sio, Benji e Fede, Rudy Zerbi                                                                   | 1 088 000      | 13,7%   | [ 52 ] |
| 6       | 25/05/2017 | Matteo Renzi, Michelle Hunziker, Romina Carrisi, Luca Barbareschi, Francesco Gabbani, Cristiano Malgioglio                                                     | 1 067 000      | 14,8%   | [ 53 ] |

## Trentatreesima edizione (2017)
- Rete: Canale 5, Iris[54]
- Messa in onda: Mercoledì in seconda serata; in prima serata (29.11.2017 su Iris)
- Periodo: 9 novembre 2017 - 14 dicembre 2017
- Presenze fisse: Andrea Pucci
- Numero di puntate: 6 + 1

### Puntate
| Puntata | Data       | Ospiti | Ascolti        | Ascolti | Fonti  |
| Puntata | Data       | Ospiti | Telespettatori | Share   | Fonti  |
| ------- | ---------- | --- | -------------- | ------- | ------ |
| 1       | 9/11/2017  | Simona Ventura, Stefano Bettarini, Ricky Memphis, Martin Castrogiovanni, Marisa Laurito, Enrico Brignano, Flora Canto, Giuliana Lojodice | 997 000        | 10,7%   | [ 55 ] |
| 2       | 16/11/2017 | Michelle Hunziker, Stefano De Martino, Dario Vergassola, Francesco Monte, Maria Grazia Cucinotta, Corinne Cléry                          | 1 034 000      | 12,7%   | [ 56 ] |
| 3       | 23/11/2017 | Belen Rodriguez, Renzo Arbore, Giobbe Covatta, Adriana Pannitteri, Giovanna Rei                                                          | 922 000        | 11,5%   | [ 57 ] |
| 4       | 30/11/2017 | Mara Venier, Belen Rodriguez, Aldo Cazzullo, Elisa Isoardi, Cecilia Rodriguez                                                            | 985 000        | 12,4%   | [ 58 ] |
| 5       | 7/12/2017  | Cristiano Malgioglio, Iva Zanicchi, Ignazio Moser, Tullio Solenghi, Massimo Lopez, Dario Bandiera, Riki                                  | 1 203 000      | 12,1%   | [ 59 ] |
| 6       | 14/12/2017 | Enrico Brignano, Flora Canto, Alba Parietti, Dario Bandiera, Raffaello Tonon, Gianluigi Nuzzi                                            | 1 114 000      | 13,6%   | [ 59 ] |

### Puntate speciali
In occasione dei 10 anni del canale Iris, viene realizzato uno speciale in prima serata in onda su tale canale, in onda il 30.11.2017.
| Puntata         | Data       | Ospiti | Ascolti        | Ascolti |
| Puntata         | Data       | Ospiti | Telespettatori | Share   |
| --------------- | ---------- | --- | -------------- | ------- |
| 10 anni di Iris | 30/11/2017 | Sandra Milo, Barbara Bouchet, Eleonora Giorgi, Barbara De Rossi, Giuliana De Sio, Piero Villaggio, Gina Lollobrigida | 213 000        | 0,80%   |

## Trentaquattresima edizione (2018)
- Rete: Canale 5
- Messa in onda: Giovedì in seconda serata
- Periodo: 22 marzo 2018 - 24 aprile 2018
- Numero di puntate: 6

### Puntate
| Puntata | Data      | Ospiti | Ascolti        | Ascolti | Fonti  |
| Puntata | Data      | Ospiti | Telespettatori | Share   | Fonti  |
| ------- | --------- | --- | -------------- | ------- | ------ |
| 1       | 22/3/2018 | Lino Banfi, Roberto Napoletano, Francesco Monte, Éva Henger, Mercédesz Henger, Paolo Ruffini, Pio e Amedeo, Iris Ferrari                                                                                           | 1 356 000      | 14,3%   | [ 60 ] |
| 2       | 29/3/2018 | Mara Venier, Stefania Sandrelli, Pio e Amedeo, Anna Tatangelo, Alessandra Celentano, Rudy Zerbi, Giorgio Mastrota                                                                                                  | 1 291 000      | 13,3%   | [ 61 ] |
| 3       | 5/4/2018  | Rita Dalla Chiesa, Marco Cappato, Mario Giordano, Giacomo Bertagnolli, Massimo Ciavarro, Paolo Ciavarro, Iva Zanicchi, Katherine Kelly Lang, Simona Ventura, Filippo Bisciglia, Corinne Cléry, Emanuela Tittocchia | 946 000        | 11,5%   | [ 62 ] |
| 4       | 12/4/2018 | Giancarlo Magalli, Selvaggia Lucarelli, Emma, Filippo Bisciglia, Maria Monsè, Luca Onestini, Raffaello Tonon | 918 000        | 11,7%   | [ 63 ] |
| 5       | 19/4/2018 | Federica Panicucci, Orietta Berti, Andrea Pucci, Gemma Galgani | 830 000        | 9,51%   | [ 64 ] |
| 6       | 24/4/2018 | Ermal Meta, Fabrizio Moro, Nino Formicola, Stefano De Martino, Paolo Conticini, Gabriella Germani, Francesca Cipriani                                                                                              | 760 000        | 8,7%    | [ 65 ] |

## Trentacinquesima edizione (2018)
- Rete: Canale 5
- Messa in onda: Mercoledì in seconda serata
- Periodo: 24 ottobre 2018 - 28 novembre 2018
- Numero di puntate: 6

### Puntate
| Puntata | Data       | Ospiti | Ascolti        | Ascolti | Fonti  |
| Puntata | Data       | Ospiti | Telespettatori | Share   | Fonti  |
| ------- | ---------- | --- | -------------- | ------- | ------ |
| 1       | 24/10/2018 | Alba Parietti, Cristiano Malgioglio, Platinette, Simona Ventura, Fabrizio Corona, Belen Rodriguez, Sonia Bruganelli, Roberto D'Agostino | 1 140 000      | 13,8%   | [ 66 ] |
| 2       | 31/10/2018 | Al Bano, Romina Power, Pio e Amedeo, Stefano Bettarini, Paolo Crepet, Asia Argento, Dario Argento                                       | 978 000        | 13,3%   | [ 67 ] |
| 3       | 7/11/2018  | Cecilia Rodriguez, Irama, Ignazio Moser, J-Ax, Martin Castrogiovanni                                                                    | 734 000        | 11,6%   | [ 68 ] |
| 4       | 14/11/2018 | Matteo Salvini, Flavio Briatore, Roberto D'Agostino, Mario Giordano, Rudy Zerbi, Diana Del Bufalo, Enrico Papi                          | 1 137 000      | 13,2%   | [ 69 ] |
| 5       | 21/11/2018 | Paola Perego, Oscar Farinetti, Raz Degan, Wanna Marchi, Stefania Nobile, Alessandra Mussolini, Bruno Barbieri                           | 882 000        | 11,2%   | [ 70 ] |
| 6       | 28/11/2018 | Lino Banfi, Rita Pavone, Emma, Federica Panicucci, Filippo Bisciglia, Dado, Salvo Sottile, Gianni Ippoliti, Elettra Lamborghini         | 1 008 000      | 13,3%   | [ 71 ] |

## Trentaseiesima edizione (2019)
- Rete: Canale 5
- Messa in onda: Giovedì in seconda serata
- Periodo: 28 marzo 2019 - 2 maggio 2019
- Numero di puntate: 6

Questa edizione (così come la successiva) è in onda dal Lumina Studios.

### Puntate
| Puntata | Data      | Ospiti | Ascolti        | Ascolti | Fonti  |
| Puntata | Data      | Ospiti | Telespettatori | Share   | Fonti  |
| ------- | --------- | --- | -------------- | ------- | ------ |
| 1       | 28/3/2019 | Matteo Salvini, Mara Venier, Mahmood, Mogol, Francesco Monte, Giulia Salemi, Gabriella Germani | 942 000        | 11,6%   | [ 72 ] |
| 2       | 4/4/2019  | Sabrina Ferilli, Katia Ricciarelli, Ricky Tognazzi, Paolo Brosio, Trio Medusa, Fabrizio Bracconeri, Gabriella Germani                                                                              | 840 000        | 12,9%   | [ 73 ] |
| 3       | 11/4/2019 | Paolo Bonolis, Carlo Conti, Gerry Scotti | 1 230 000      | 16,3%   | [ 74 ] |
| 4       | 18/4/2019 | Paola Barale, Joe Bastianich, Stefania Sandrelli, Stefano Bettarini, Benedetta Parodi, Salvo Sottile                                                                                               | 1 045 000      | 12,1%   | [ 75 ] |
| 5       | 25/4/2019 | Iva Zanicchi, Alda D'Eusanio, Roberto D'Agostino, Platinette, Alessandro Cecchi Paone, Francesco Facchinetti, Giampiero Mughini, Vittorio Feltri, Maria Monsè, Alba Parietti, Cristiano Malgioglio | 1 254 000      | 13,4%   | [ 76 ] |
| 6       | 2/5/2019  | Barbara Palombelli, Alfonso Signorini, Rudy Zerbi, Enrico Lucherini, Lello Arena | 1 081 000      | 13,2%   | [ 77 ] |

## Trentasettesima edizione (2019)
- Rete: Canale 5
- Messa in onda: Martedì[78] e Mercoledì in seconda serata
- Periodo: 29 ottobre 2019 - 3 dicembre 2019
- Numero di puntate: 6 + 1

### Puntate
| Puntata | Data       | Ospiti | Ascolti        | Ascolti | Fonti  |
| Puntata | Data       | Ospiti | Telespettatori | Share   | Fonti  |
| ------- | ---------- | --- | -------------- | ------- | ------ |
| 1       | 29/10/2019 | Luigi Di Maio, Nathalie Guetta, Lello Arena, Raffaele Morelli, Giampiero Mughini, Platinette, Stefano Zecchi, Vittorio Sgarbi, Eva Robin’s, Ricky Memphis, Demo Morselli, David Riondino, Dario Vergassola, Giobbe Covatta | 569 000        | 8,9%    | [ 79 ] |
| 2       | 6/11/2019  | Giorgia Meloni, Matteo Renzi, Filippo Bisciglia, Pamela Camassa, Ciro Immobile, Francesco Facchinetti, Anna Pettinelli | 768 000        | 11,7%   | [ 80 ] |
| 3       | 13/11/2019 | Al Bano, Benedetta Rossi, Umberto Broccoli, Tina Cipollari, Vittorio Feltri, Silvio Berlusconi | 690 000        | 11,2%   | [ 80 ] |
| 4       | 20/11/2019 | Nicola Zingaretti, Orietta Berti, Gigi Marzullo, Andrea Pucci, Elena Santarelli, Stefano Bettarini, Giancarlo Magalli | 585 000        | 9,7%    | [ 81 ] |
| 5       | 27/11/2019 | Matteo Salvini, Peppino Di Capri, Paola Barale, Nathaly Caldonazzo, Francesco Monte, Elia Fongaro, Luca Ward, Paolo Conticini, Nicolas Vaporidis, Jonis Bascir, Guenda Goria, Gianni Fantoni                               | 658 000        | 10.9%   | [ 82 ] |
| 6       | 3/12/2019  | Simona Ventura, Giovanni Terzi, Rudy Zerbi, Enrico Papi, Mario Lavezzi, Tina Cipollari, Gabriella Germani, Emanuela Aureli                                                                                                 | 583 000        | 9,8%    | [ 83 ] |

### Puntate speciali
Il 5 settembre 2019 è in onda in prima serata su Canale 5 "Allegria!", uno speciale condotto Costanzo con Gerry Scotti in ricordo di Mike Bongiorno a 10 anni dalla scomparsa.
| Puntata   | Data     | Ospiti | Ascolti        | Ascolti | Fonti  |
| Puntata   | Data     | Ospiti | Telespettatori | Share   | Fonti  |
| --------- | -------- | --- | -------------- | ------- | ------ |
| Allegria! | 5/9/2019 | Gerry Scotti, Pippo Baudo, Sabina Ciuffini, Antonella Elia, Paola Barale, Massimo Lopez, Giuliana Longari, Gigliola Cinquetti, Valeria Marini, Piero Chiambretti, Simona Ventura, Vittorio Sgarbi, Walter Veltroni, Pio & Amedeo, Nicolò Bongiorno | 2 242 000      | 14,80%  | [ 85 ] |

## Trentottesima edizione (2020)
- Rete: Canale 5
- Messa in onda: Martedì in seconda serata
- Presenze fisse: Andrea Pucci
- Periodo: 27 ottobre 2020 - 2 dicembre 2020
- Numero di puntate: 6

Con questa edizione il programma torna ad andare in onda dal teatro 7 degli studios, già sede delle edizioni in onda su Rete 4.

### Puntate
| Puntata | Data       | Ospiti | Ascolti        | Ascolti | Fonti  |
| Puntata | Data       | Ospiti | Telespettatori | Share   | Fonti  |
| ------- | ---------- | --- | -------------- | ------- | ------ |
| 1       | 27/10/2020 | Virginia Raggi, Enrico Mentana, Giovanna Botteri, Massimo Giletti, Myrta Merlino, Nicola Porro, Veronica Gentili, Piero Angela                                      | 744 000        | 9,47%   | [ 86 ] |
| 2       | 3/11/2020  | Rudy Zerbi, Giuseppe Cruciani, Filippo Magnini, Elettra Lamborghini                                                                                                 | 582 000        | 6,7%    | [ 87 ] |
| 3       | 10/11/2020 | Giancarlo Magalli, Orietta Berti, Vittorio Feltri, Flavio Montrucchio, Francesca Manzini, Platinette, Francesco Facchinetti, Enrico Papi, Cristiano Malgioglio      | 773 000        | 10,1%   | [ 88 ] |
| 4       | 17/11/2020 | Simona Ventura, Leo Gassmann, Elena Santarelli, Silvio Berlusconi, Nunzia De Girolamo, Marisela Federici, Kledi Kadiu, Carlo Conti, Iva Zanicchi, Gabriella Germani | 641 000        | 9%      | [ 89 ] |
| 5       | 24/11/2020 | Giorgio Gori, Pier Francesco Pingitore, Valeria Marini, Enrico Papi, Paola Barale, Luca Bizzarri, Roby Facchinetti, Gerry Scotti, Matteo Salvini, Gabriella Germani | 518 000        | 6%      | [ 90 ] |
| 6       | 2/12/2020  | Francesco Rutelli, Ornella Muti, Stefano De Martino, Cesare Bocci, Gabriel Garko, Massimo Ciavarro, Marisela Federici, Luigi Di Maio, Giorgia Meloni                | 769 000        | 10,5%   | [ 91 ] |

## Trentanovesima edizione (2021)
- Rete: Canale 5
- Messa in onda: Mercoledì in seconda serata
- Presenze fisse: Tommaso Zorzi
- Periodo: 24 marzo 2021 - 28 aprile 2021
- Numero di puntate: 6

### Puntate
| Puntata | Data      | Ospiti | Ascolti        | Ascolti | Fonti  |
| Puntata | Data      | Ospiti | Telespettatori | Share   | Fonti  |
| ------- | --------- | --- | -------------- | ------- | ------ |
| 1       | 24/3/2021 | Giorgia Meloni, Giampiero Mughini, Francesco Borgonovo, Katia Ricciarelli, Ornella Muti, Maria Teresa Ruta, Rosalinda Cannavò                               | 1 212 000      | 14,4%   | [ 92 ] |
| 2       | 31/3/2021 | Virginia Raggi, Paola Barale, Claudio Lippi, Massimo Lopez, Demo Morselli, Roberto Cenci, Massimo Gramellini, Orietta Berti, Rossella Brescia, Laura Freddi | 1 323 000      | 14,4%   | [ 93 ] |
| 3       | 7/4/2021  | Pupo, Mara Venier, Rita Dalla Chiesa, Ciro Ferrara, Claudio Amendola, Giorgio Mastrota, Vincenzo De Lucia, Francesco Rutelli                                | 1 253 000      | 14,1%   | [ 94 ] |
| 4       | 14/4/2021 | Arisa, Caterina Balivo, Rita Rusic, Stefania Orlando, Federica Angeli, Francesco Oppini, Rudy Zerbi, Alberto Urso, Giuseppe Cruciani                        | 1 163 000      | 15,1%   | [ 95 ] |
| 5       | 21/4/2021 | Matteo Salvini, Giampiero Mughini, Filippo Magnini, Francesco Arca, Alessandro Ristori, Enzo Iacchetti, Rudy Zerbi                                          | 940 000        | 14,9%   | [ 96 ] |
| 6       | 28/4/2021 | Emanuele Filiberto di Savoia, Enrico Papi, Licia Ronzulli, Francesco Oppini, Cristiano Malgioglio, Dario Vergassola, Rocio Munoz Morales, Enzo Miccio       | 980 000        | 15,1%   | [ 97 ] |

## Quarantesima edizione (2021)
- Rete: Canale 5
- Messa in onda: Mercoledì in seconda serata
- Presenze Fisse: Giuseppe Cruciani
- Periodo: 3 novembre 2021 - 8 dicembre 2021
- Numero di puntate: 6

### Puntate
| Puntata | Data       | Ospiti | Ascolti        | Ascolti | Fonti   |
| Puntata | Data       | Ospiti | Telespettatori | Share   | Fonti   |
| ------- | ---------- | --- | -------------- | ------- | ------- |
| 1       | 3/11/2021  | Beppe Sala, Paola Barale, Marco Cappato, Pierpaolo Sileri, Enrico Papi, Rudy Zerbi, Sonia Bruganelli, Oscar Farinetti, Gerry Scotti         | 823 000        | 13,3%   | [ 98 ]  |
| 2       | 10/11/2021 | Gabriella Germani, Antonio Ricci, Maurizio Gasparri, Annamaria Bernardini De Pace, Iva Zanicchi, Rudy Zerbi, Salvo Sottile, Anna Falchi     | 1 150 000      | 16,9%   | [ 99 ]  |
| 3       | 17/11/2021 | Alessandro Di Battista, Piero Chiambretti, Tommaso Zorzi, Stefania Orlando, Marisela Federici, Fabio Caressa, Ivan Zazzaroni, Drusilla Foer | 900 000        | 14,6%   | [ 100 ] |
| 4       | 24/11/2021 | Cristiano Malgioglio, Gemelli di Guidonia, Eleonora Daniele, Christian De Sica                                                              | 958 000        | 14,5%   | [ 101 ] |
| 5       | 1/12/2021  | Luigi Di Maio, Veronica Gentili, Platiette, Tommaso Zorzi, Gabriella Germani, Beppe Sala, Aldo Cazzullo                                     | 912 000        | 10,4%   | [ 102 ] |
| 6       | 8/12/2021  | Michele Santoro, Michelle Hunziker, J-Ax, Nunzia De Girolamo, Enrico Papi, Paola Barale, Gemelli di Guidonia, Massimo Giannini              | 690 000        | 10,6%   | [ 103 ] |

## Quarantunesima edizione (2022)
- Rete: Canale 5
- Messa in onda: Mercoledì in seconda serata
- Presenze Fisse: Giuseppe Cruciani, Sara Croce
- Periodo: 27 aprile 2022 - 1º giugno 2022
- Numero di puntate: 6

Dalla quarantunesima edizione il programma torna in onda dal teatro Parioli, in occasione dei festeggiamenti dei 40 anni della trasmissione. Il teatro verrà poi ribattezzato Teatro Parioli Costanzo a febbraio 2024, in ricordo di Costanzo ad un anno dalla scomparsa.

### Puntate
| Puntata | Data       | Ospiti | Ascolti        | Ascolti | Fonti   |
| Puntata | Data       | Ospiti | Telespettatori | Share   | Fonti   |
| ------- | ---------- | --- | -------------- | ------- | ------- |
| 1       | 27/04/2022 | Mara Venier, Michele Santoro, Enrico Mentana, Carlo Conti, Enrico Papi, Drusilla Foer, Eva Robin's, Gabriella Germani                                                | 751 000        | 10,7%   | [ 104 ] |
| 2       | 04/05/2022 | Paolo Bonolis, Luca Laurenti, Lorella Cuccarini, Marco Columbro, Al Bano, Jasmine Carrisi, Iva Zanicchi, Vittorio Sgarbi, Giampiero Mughini                          | 893 000        | 15,2%   | [ 105 ] |
| 3       | 11/05/2022 | Aldo Montano, Manuel Bortuzzo, Enrico Papi, Giovanna Ralli, Paola Barale, Roby Facchinetti, Arisa, Lino Banfi                                                        | 661 000        | 15,9%   | [ 106 ] |
| 4       | 18/05/2022 | Gino Paoli, Gigi D'Alessio, Cristiano Malgioglio, Alessandra Celentano, Rudy Zerbi, Nancy Brilli, Valerio Mastandrea, Rosario Fiorello, Lillo e Greg, Enzo Iacchetti | 1 070 000      | 15,8%   | [ 107 ] |
| 5       | 25/05/2022 | Amadeus, Enrico Brignano, Tommaso Paradiso, Ricchi e Poveri, Manila Nazzaro, Adriano Panatta, Francesco Rutelli, Alessandro Castiglioni, Nicola Gratteri             | 868 000        | 14%     | [ 108 ] |
| 6       | 01/06/2022 | Stefano De Martino, Fabio Fazio, Pio e Amedeo, Piero Chiambretti, Caterina Balivo, Maria Monsè                                                                       | 1 100 000      | 15%     | [ 109 ] |

## Quarantaduesima edizione (2022)
- Rete: Canale 5
- Messa in onda: Venerdì in seconda serata
- Presenze Fisse: Gabriella Germani, Giuseppe Cruciani, Sara Croce, Nicolò di Tullio
- Periodo: 30 settembre 2022 - 25 novembre 2022
- Numero di puntate: 8

Il 7 ottobre è in onda una puntata con il meglio del Maurizio Costanzo Show

### Puntate
| Puntata  | Data       | Ospiti | Ascolti        | Ascolti | Fonti   |
| Puntata  | Data       | Ospiti | Telespettatori | Share   | Fonti   |
| -------- | ---------- | --- | -------------- | ------- | ------- |
| 1        | 30/9/2022  | Christian De Sica, Alessandro Cecchi Paone, Simone Antolini, Orietta Berti, Fabio Rovazzi, Emanuele Filiberto di Savoia, Francesco Cicchella, Aldo Cazzullo | 982 000        | 16,1%   | [ 110 ] |
| Speciale | 7/10/2022  | Speciale Maurizio Costanzo Show 40 (il meglio di) | 790 000        | 13,5%   | [ 111 ] |
| 2        | 14/10/2022 | Giuseppe Conte, Patty Pravo, Ricky Tognazzi, Urbano Cairo, Rudy Zerbi                                                                                       | 734 000        | 11,5%   | [ 112 ] |
| 3        | 21/10/2022 | Paolo Bonolis, Stefania Sandrelli, Amanda Sandrelli, Stefano De Martino, Marcella Bella, Filippo Bisciglia, Pamela Camassa, Rudy Zerbi                      | 942 000        | 14,6%   | [ 113 ] |
| 4        | 28/10/2022 | Luciano Fontana, Al Bano, Gianmarco Tamberi, Francesca Fagnani, Ivan Zazzaroni, Daniele Mencarelli, Diletta Leotta, Max Giusti, Pierpaolo Pretelli          | 859 000        | 13,9%   | [ 114 ] |
| 5        | 4/11/2022  | Patty Pravo, Giovanna Ralli, Platinette, Laura Delli Colli, Rudy Zerbi, Lorella Cuccarini, Giulia Salemi, Pierpaolo Pretelli, Urbano Cairo                  | 1 085 000      | 18,5%   | [ 115 ] |
| 6        | 11/11/2022 | Daniele Mencarelli, Maurizio De Giovanni, Lucrezia Lante Della Rovere, Laura Pepe, Giacomo Giorgio, Vito Molinari, Filippo Bisciglia                        | 703 000        | 11%     | [ 116 ] |
| 7        | 18/11/2022 | Umberto Tirelli, Sandra Milo, Bruno Vespa, Amanda Lear, Vittorio Sgarbi, Tananai, Nek                                                                       | 742 000        | 13,2%   | [ 117 ] |
| 8        | 25/11/2022 | Cristiano Malgioglio, Ricchi e poveri, Alessandra Celentano, Rudy Zerbi, Benedetta Parodi, Fabio Caressa, Ivan Zazzaroni, Stefano Zecchi                    | 838 000        | 14,9%   | [ 118 ] |